# Les Confessions de Nat Turner
Les Confessions de Nat Turner (The Confessions of Nat Turner) est un roman de l'écrivain américain William Styron publié pour la première fois aux États-Unis en 1967 et pour lequel l'auteur a reçu le Prix Pulitzer de la fiction en 1968.
Time Magazine a inclus cet ouvrage dans sa sélection « All-Time 100 novels » présentant, selon ses rédacteurs, les 100 meilleurs romans de langue anglaise publiées depuis 1923.

## Contenu
Présenté comme un récit à la première personne par le personnage historique Nat Turner, le roman concerne la rébellion des esclaves de Nat Turner en Virginie en 1831, mais ne décrit pas toujours les événements avec précision. Il est basé sur The Confessions of Nat Turner: The Leader of the Late Insurrection in Southampton, Virginia, un récit de première main des confessions de Turner publié par un avocat local, Thomas Ruffin Gray, en 1831.

### Source
- (en) Cet article est partiellement ou en totalité issu de l’article de Wikipédia en anglais intitulé « Les confessions de Nat Turner » (voir la liste des auteurs).